# بدمینتون در المپیک تابستانی ۱۹۹۲
بدمینتون در بازی‌های المپیک تابستانی ۱۹۹۲ نام رویداد ورزش بدمینتون در بازی‌های المپیک تابستانی بود که در سال ۱۹۹۲ برگزار شد.

## نتایج
| رویداد        | طلا                                        | نقره                                   | برنز                                     |
| انفرادی مردان | آلن بودیکوسوما · اندونزی                   | آردی ویراناتا · اندونزی                | توماس اشتور-لاوریدسن · دانمارک           |
| انفرادی مردان | آلن بودیکوسوما · اندونزی                   | آردی ویراناتا · اندونزی                | هرماوان سوسانتو · اندونزی                |
| انفرادی زنان  | سوسی سوسانتی · اندونزی                     | بانگ سو-هیون · کره جنوبی               | هوانگ هوا · چین                          |
| انفرادی زنان  | سوسی سوسانتی · اندونزی                     | بانگ سو-هیون · کره جنوبی               | تانگ جیوهونگ · چین                       |
| دونفره مردان  | کیم مون-سو · و پارک جو-بونگ · کره جنوبی    | ادی هارتونو · و رودی گوناوان · اندونزی | لی یونگبو · و تیان بینگیی · چین          |
| دونفره مردان  | کیم مون-سو · و پارک جو-بونگ · کره جنوبی    | ادی هارتونو · و رودی گوناوان · اندونزی | رزیف صدیق · و جالانی صدیق · مالزی        |
| دونفره زنان   | هوانگ-هی-یونگ · و چونگ سو-یونگ · کره جنوبی | گوان ویژن · و نونگ چونهوا · چین        | گیل یونگ-آه · و شیم اون-جونگ · کره جنوبی |
| دونفره زنان   | هوانگ-هی-یونگ · و چونگ سو-یونگ · کره جنوبی | گوان ویژن · و نونگ چونهوا · چین        | لین یانفن · و یائو فن · چین              |

## جدول مدال‌ها
| رتبه | کشور      | طلا | نقره | برنز | مجموع |
| ۱    | اندونزی   | ۲   | ۲    | ۱    | ۵     |
| ۲    | کره جنوبی | ۲   | ۱    | ۱    | ۴     |
| ۳    | چین       | ۰   | ۱    | ۴    | ۵     |
| ۴    | دانمارک   | ۰   | ۰    | ۱    | ۱     |
| ۵    | مالزی     | ۰   | ۰    | ۱    | ۱     |